# Ishkashimi
L'ishkashimi (autonyme šьkošmi zьvůk, langue des Šьkošьm) est une langue iranienne parlée au Tadjikistan, dans le district autonome du Haut-Badakhchan par 2 000 ishkashimi.

## Classification
L'ishkashimi appartient au sous-groupe des langues pamiriennes. Oranskij le considère comme formant une seule langue avec le sangletchi de l'Afghanistan.

## Phonologie
Les tableaux montrent la phonologie de l'Ishkashimi, les voyelles et les consonnes.

### Voyelles
|         | Antérieure  | Centrale | Postérieure |
| ------- | ----------- | -------- | ----------- |
| Fermée  | i [i] ь [ɪ] |          | u [u] ů [ʊ] |
| Moyenne | e [e]       |          | o [o]       |
| Ouverte |             | a [a]    |             |

### Consonnes
|               |               | Bilabiales | Alvéolaires    | Alvéolaires | Alvéolaires | Dorsales | Dorsales |
| ------------- | ------------- | ---------- | -------------- | ----------- | ----------- | -------- | -------- |
| Centrales     | Latérales     | Bilabiales | Palatales      | Vélaires    | Uvulaire    |          |          |
| Occlusives    | Sourde        | p[p]       | t [t]          |             |             | k [k]    | q [q]    |
| Occlusives    | Sonore        | b [b]      | d [d]          |             |             | g [g]    |          |
| Occlusives    | rétroflexes   |            | ṭ [ʈ] ḍ [ɖ]    |             |             |          |          |
| Affriquées    | Sourde        |            | c [t͡s]         |             | č [t͡ʃ]      |          |          |
| Affriquées    | Sonore        |            | dz [d͡z]        |             | j [d͡ʒ]      |          |          |
| Affriquées    | rétroflexes   |            | ċ [t͡ʂ] dẓ [d͡ʐ] |             |             |          |          |
| Fricatives    | sourdes       | f [f]      | s [s]          |             | š [ʃ]       |          | χ [χ]    |
| Fricatives    | sonores       | v [v]      | z [z]          |             | ž [ʒ]       | ɣ [ɣ]    | ʁ [ʁ]    |
| Fricatives    | rétroflexes   |            |                |             | ś [ʂ] ź [ʐ] |          |          |
| Nasales       | Nasales       | m [m]      | n [n]          |             |             |          |          |
| Liquides      | Simple        |            | r [r]          | l [l]       |             |          |          |
| Liquides      | rétroflexes   |            |                | ɭ [ɭ]       |             |          |          |
| Semi-voyelles | Semi-voyelles | w [w]      |                |             | y [j]       |          |          |

## Sources
- (fr) Oranskij, Iosif M., Les langues iraniennes, traduit par Joyce Blau, Institut d'études iraniennes de l'Université de la Sorbonne Nouvelle, documents et ouvrages de référence 1, Paris: Librairie C. Klincksieck, 1977,  (ISBN 2-252-01991-3)
- (ru) Паxaлинa, T. Н., Ишкашимский язык. Очерк фонетики и грамматики, тексты и cлoвapь, Moscou: Izdatel'stvo Akademii Nauk SSSR, 1959.
- (ru) Паxaлинa, T. Н., et Kуpбанов, X., Ишкашимский язык dans Языки мира. Иранские языки III. Восточноиранские языки, pp. 196-208, Moscou: Indrik, 2000,  (ISBN 5-85759-107-4)